# Kapo (campo de concentração)
Um kapo era um prisioneiro em um campo de concentração nazista designado pelos guardas da SS para supervisionar as atividades de turmas de trabalho forçado dentro e fora dos campos (os chamados Kommandos) ou executar tarefas administrativas. 

## Origem e funções
A função fazia parte da hierarquia de funcionários prisioneiros (alemão: Funktionshäftling) destacados para a operação das funções do campo, que contava com outros cargos funcionais, como anciãos de campo (Lagerältesten), anciãos de bloco (Blockältesten), escriturários (Schreiber), médicos prisioneiros (Häftlingsärtzen) e enfermeiros (Häftlingspflegeren), entre outros. Acima dos kapos, ficavam a administração e os guardas da SS e abaixo, os demais companheiros de prisão.
Eram tarefas dos kapos supervisionar grupos de prisioneiros, fazer a contagem de pessoas entre os turnos de trabalho, controlar a qualidade do trabalho executado, checar a limpeza dos barracões, verificar o estado de saúde dos prisioneiros e executar punições ordenadas pelos guardas alemães.
Muitos kapos recrutados eram criminosos violentos ou "associais". Esses prisioneiros eram conhecidos por sua brutalidade em relação aos demais, a qual foi tolerada pela SS e era parte integrante do sistema de campos. Outros kapos eram presos políticos ou, ainda, prisioneiros judeus.
Os kapos não se voluntariavam para a função, mas sim eram recrutados e forçados pelos alemães. Portavam uma braçadeira com identificação de seu cargo e um chicote, que era usado na repreensão de outros prisioneiros.

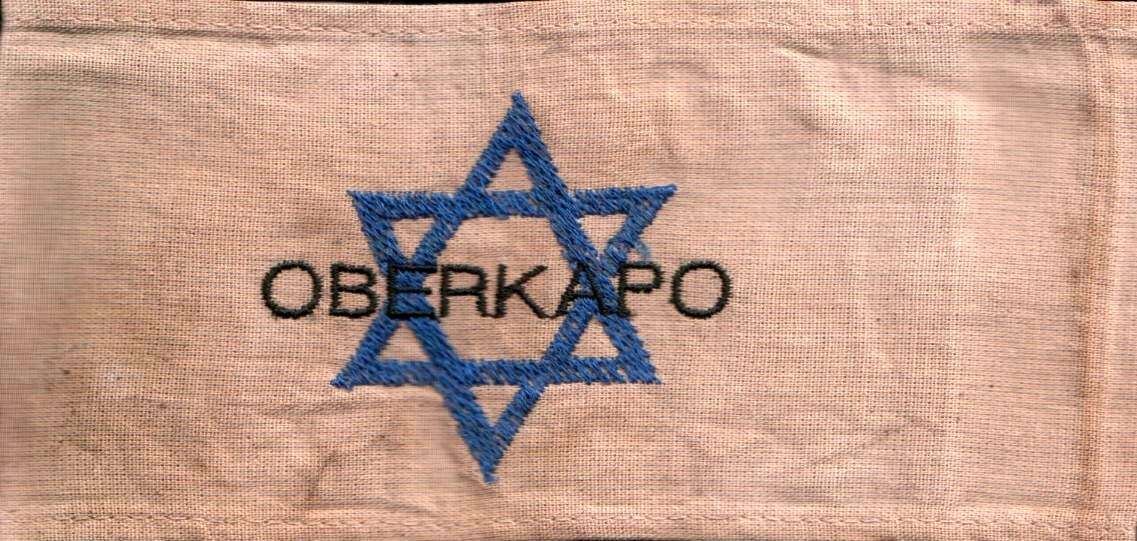
Uma braçadeira de um oberkapo (chefe kapo).

Os funcionários prisioneiros eram poupados de abuso físico e trabalho duro, desde que cumprissem seus deveres para a satisfação dos funcionários da SS. Eles também tiveram acesso a certos privilégios, como roupas civis e um quarto privativo.

## Sistema hierárquico dos campos de concentração
Os campos de concentração eram controlados e gerenciados pelos membros da SS, mas a organização diária era complementada pelo sistema de funcionários prisioneiros, uma segunda hierarquia que tornava mais fácil para os nazistas controlarem os campos. Às vezes, os funcionários prisioneiros chegavam a 10% dos presos do campo.  
Os Kapos eram parte da "autogestão de prisioneiros" dos campos de concentração, um sistema nazista desenvolvido na década de 1930 no campo de concentração de Dachau. O objetivo era utilizar prisioneiros para minimizar os custos de manutenção e gerenciamento dos campos, permitindo que os campos funcionassem com menos mão-de-obra, dinheiro e recursos alemães. O sistema foi projetado para tornar as vítimas contra as vítimas, pois os funcionários prisioneiros eram confrontados com seus companheiros de prisão. Se fossem rebaixados, retornariam ao status de prisioneiros comuns e estariam sujeitos às ordens de outros kapos.  
Assim, os nazistas conseguiram manter o número de funcionários remunerados que tinham contato direto com os prisioneiros muito baixo. Sem os prisioneiros funcionais, as administrações dos campos da SS não teriam sido capazes de manter as operações diárias dos campos funcionando sem problemas. Os kapos costumavam fazer esse trabalho para obter alimentos extras, cigarros, álcool ou outros privilégios. 
Os kapos eram frequentemente odiados por outros prisioneiros. Enquanto alguns líderes de quartel (Blockälteste) tentaram ajudar os prisioneiros sob seu comando, ajudando-os secretamente a conseguir comida extra ou empregos mais fáceis, outros estavam mais preocupados com sua própria sobrevivência e, para esse fim, fizeram mais para ajudar a SS. 

## Dominação pelo terror
A SS usava dominação e terror para controlar as grandes populações dos campos com apenas alguns funcionários da SS. As regras draconianas do campo, a constante ameaça de espancamentos, humilhações, punições e a prática de punir grupos inteiros pelas ações de um prisioneiro eram tormentos psicológicos e físicos, além da fome, e exaustão física do trabalho árduo.  
Os kapos foram usados para pressionar outros internos a trabalharem mais, economizando a necessidade de supervisão paga da SS. Muitos deles se sentiram presos no meio, sendo vítimas e agressores. Embora os kapos geralmente tivessem má reputação, muitos sofreram culpa por suas ações, tanto no momento quanto após a guerra.
Muitos kapos tiveram um papel ativo nos espancamentos, até matando companheiros de prisão. Alguns inclusive foram alistados nas frentes militares da Waffen SS depois de 1942. Outros envolveram-se pessoalmente no assassinato em massa de outros prisioneiros, e outros foram mortos por prisioneiros em emboscadas ou por guardas da SS. 

## Fim da Guerra
Com a liberação dos campos de concentração pelos exércitos dos Aliados em 1945, o destino dos kapos foi variado. Alguns foram enviados às marchas da morte junto com os demais prisioneiros antes da chegada dos libertadores. Outros permaneceram nos campos, sendo presos junto com os guardas oficiais da SS ou espancados e mortos pelos prisioneiros sobreviventes. 
Entre os que foram presos pelos Aliados, alguns foram submetidos à julgamentos logo após o fim da guerra, sendo condenados à prisão por crimes de guerra ou mesmo absolvidos, como ocorreu no Julgamento de Belsen. em 1945.
Alguns kapos que fugiram foram reconhecidos postumamente por sobreviventes do Holocausto e submetidos a julgamento. O Julgamento de Frankfurt-Auschwitz de 1968 resultou na decretação de prisão perpétua a três kapos (entre outros perpetradores, majoritariamente membros da SS).

## Lei de Punição aos Nazistas e Colaboradores Nazistas
A Lei de Punição aos Nazistas e Colaboradores Nazistas é uma lei israelense de 1950 que fornece uma estrutura legal para o julgamento de crimes contra judeus e outras pessoas perseguidas cometidos  entre 1933 e 1945. O alvo principal da lei eram os judeus acusados de terem colaborado com os nazistas, em particular os kapos e a Polícia dos Guetos Judeus. 

Segundo a lei, cerca de quarenta supostos colaboradores judeus foram levados a julgamento entre 1951 e 1972, dos quais dois terços foram condenados. Tais julgamentos foram altamente controversos e criticados por juízes e juristas devido ao dilema moral de julgar alguém que também era perseguido e estava sob ameaça de morte no momento em que o crime foi cometido.